# Humboldt Peak
Humboldt Peak – szczyt w Gór Skalistych, w paśmie Sangre de Cristo. Leży na terenie obszaru chronionego San Isabel National Forest w stanie Kolorado. Razem z Crestone Needle, Kit Carson Peak oraz Crestone Peak tworzy on grupę zwaną Crestones.
Pierwszego wejścia na szczyt dokonał T. Momson w 1883 r.